# فندق ميلينيوم بيلتمور
فندق ميلينيوم بيلتمور، في الأصل ذا بيلتمور، هو فندق تاريخي تم افتتاحه في عام 1923 ويقع مقابل ميدان بيرشنغ في وسط مدينة لوس أنجلوس، كاليفورنيا. تم افتتاح فندق بيلتمور لوس أنجلوس في الأول من أكتوبر عام 1923. تم تطويره من قبل سلسلة فنادق بومان-بيلتمور على الصعيد الوطني. في ذلك الوقت كان أكبر فندق في الولايات المتحدة غرب شيكاغو.
تم بيع الفندق لمالك الملهى الليلي بارون لونج في عام 1933، في خضم فترة الكساد الكبير. امتلك لونج أيضًا فندق فندق يو إس جرانت في سان دييغو وقام بتطوير منتجع أغوا كالينتي في تيخوانا. تم تجديد الفندق منذ فترة طويلة وأطلق عليه اسم فندق بيلتمور. قام بتأسيس ملهى بيلتمور باول، وهو أكبر ملهى ليلي في العالم، في قبو الفندق.

## روابط خارجية
- الموقع الرسمي